# Angie Milliken
Angie Milliken es una actriz australiana.
The Feds.

## Biografía
Angie se graduó de la prestigiosa escuela australiana National Institute of Dramatic Art "NIDA".

## Carrera
Angie prestó su voz para el comercial de Nokia 8800.
En 1993 se unió al elenco de las películas The Feds donde interpretó a Jo Moody, junto a los actores Robert Taylor, John Bach, Brian Vriends y Zoe Bertram.
En 1999 apareció como invitada en dos episodios de la serie policíaca Stingers donde interpretó a la detective sargento de la policía Susan Abbott. Ese mismo año apareció por primera vez en la popular serie de ciencia ficción Farscape donde interpretó a Volmae en el episodio "Thank God It's Friday, Again": posteriormente volvió a aparecer en la serie, ahora en el 2000, prestando su voz al personaje de Yoz durante el episodio "Out of Their Minds".
En el 2003 se unió al elenco de la segunda temporada de MDA donde interpretó a Amanda McKay una administradora de casos legales, hasta el final de la serie en el 2005.
En el 2006 Angie apareció en dos comerciales para Nissan Tida junto a la actriz Kim Cattrall.
En el 2007 apareció en un episodio de la serie norteamericana CSI: Miami donde interpretó a Audrey Van Der Mere, una traficante de diamantes de sangre y armas.
En el 2012 apareció como invitada en la serie Rake, donde interpretó a Therese Faulkner.

## Filmografía
Series de televisión:
| Año         | Título             | Personaje           | Notas                         |
| ----------- | ------------------ | ------------------- | ----------------------------- |
| 2012        | Rake               | Therese Faulkner    | 2 episodios                   |
| 2007        | CSI: Miami         | Audrey Van Der Mere | episodio "Man Down"           |
| 2003 - 2005 | MDA                | Amanda McKay        | 34 episodios                  |
| 2002        | The Lost World     | Diana               | episodio "Legacy"             |
| 1999        | Farscape           | Yoz                 | episodio "Out of Their Minds" |
| 1999        | Stingers           | Sgt. Susan Abbott   | 2 episodios                   |
| 1999        | BeastMaster        | Sacerdotisa Mayor   | episodio "Amazons"            |
| 1992        | A Country Practice | Jillian Carter      | 2 episodios                   |
| 1990        | The Paper Man      | Joanna Morgan       | miniserie                     |

Películas:
| Año  | Título              | Personaje         | Notas |
| ---- | ------------------- | ----------------- | --- |
| 2017 | Jungla              | Stela             | |
| 2009 | Passengers          | Melony            | junto a Martie Ashworth, Bruce Davison y Cameron Daddo                                                          |
| 2007 | The Condemned       | Donna Sereno      | junto a Steve Austin, Andy McPhee, Robert Mammone, Sam Healy, Madeleine West y Luke Pegler                      |
| 2006 | Solo                | Kate              | junto a Tony Barry, Vince Colosimo, Colin Friels, Paul Gleeson y Chris Haywood                                  |
| 2004 | Through My Eyes     | Joy Kuhl          | junto a Miranda Otto, Craig McLachlan, Peter O'Brien, Steven Vidler y Grant Bowler                              |
| 2003 | The Shark Net       | Dorothy Drewe     | junto a Dan Wyllie, William McInnes, Tim Draxl y Leeanna Walsman                                                |
| 2001 | My Brother Jack     | Minnie Meredith   | junto a Matt Day, Simon Lyndon, Claudia Karvan, William McInnes, Raelee Hill, Robert Menzies y Felix Williamson |
| 1999 | Paradise            | -                 | corto - junto a Esther Cass Lowe y Lyndon Terracini                                                             |
| 1999 | Paperback Hero      | Ziggy Keane       | junto a Claudia Karvan, Hugh Jackman y Bruce Venables                                                           |
| 1996 | Dead Heart          | Kate              | junto a Bryan Brown, Marshall Napier, Lewis Fitz-Gerald, Aaron Pedersen y John Jarratt                          |
| 1996 | What I Have Written | Gillian           | junto a Martin Jacobs, Gillian Jones, Jacek Koman y Julie Forsyth                                               |
| 1996 | The Beast           | Elizabeth Griffin | junto a William Petersen, Karen Sillas, Charles Martin Smith y Ronald Guttman                                   |
| 1995 | Talk                | Stephanie Ness    | junto a Richard Roxburgh, Jacqueline McKenzie, John Jarratt y Victoria Longley                                  |
| 1995 | Rough Diamonds      | Chrissie Bright   | junto a Jason Donovan, Max Cullen y Peter Phelps                                                                |
| 1993 | Eight Ball          | Julie             | junto a Matthew Fargher, Paul Stevn, Lucy Sheehan y Frankie J. Holden                                           |
| 1993 | The Feds: Suspect   | Jo Moody          | junto a Robert Taylor, John Bach, Susie Edmonds, Brian Vriends, Marcus Eyre y Zoe Bertram                       |
| 1993 | The Feds: Betrayal  | Jo Moody          | junto a Robert Taylor, John Bach, Chris Haywood, Peter Phelps, Tammy MacIntosh y Brian Vriends                  |
| 1993 | The Feds: Vengeance | Jo Moody          | junto a Robert Taylor, John Bach, Brian Vriends, Nell Feeney-Connor y Zoe Bertram                               |
| 1993 | The Feds: Terror    | Jo Moody          | junto a Robert Taylor, John Bach, Brian Vriends, Marcus Eyre, Peter Hardy y Zoe Bertram                         |
| 1993 | The Feds: Seduction | Jo Moody          | junto a Robert Taylor, John Bach, Peta Toppano y Brian Vriends                                                  |
| 1993 | The Feds: Seduction | Jo Moody          | junto a Robert Taylor, Jerome Ehlers, John Bach y Zoe Bertram                                                   |
| 1993 | The Feds: Deception | Jo Moody          | junto a Robert Taylor, John Bach, Rachael Beck, Nadine Garner, Daniel Lapaine y Brian Vriends                   |
| 1993 | The Feds: Deadfall  | Jo Moody          | junto a Robert Taylor, John Bach, Carter Doyle, Asher Keddie, Zoe Bertram y Brian Vriends                       |
| 1993 | The Feds: Abduction | Jo Moody          | junto a Robert Taylor, John Bach, Brian Vriends, Lani John Tupu y Zoe Bertram                                   |
| 1992 | The Last Man Hanged | Dorothy Ryan      | junto a Colin Friels, Lewis Fitz-Gerald, John Clayton, Ronald Graham y Chris Haywood                            |
| 1991 | Act of Necessity    | Louise Coleman    | junto a Mark Owen-Taylor, Wendy Strehlow y Steven Grives                                                        |
| 1990 | Harbour Beat        | Simone            | junto a Bob Baines, Jeanette Cronin, Christopher Cummins, John Hannah y Steven Vidler                           |

Teatro:
| Año  | Obra                           | Personaje | Director (a)      | Teatro                 | Notas                                                                         |
| ---- | ------------------------------ | --------- | ----------------- | ---------------------- | ----------------------------------------------------------------------------- |
| 2012 | Every Breath                   | -         | Benedict Andrews  | Belvoir St. Theatre    | junto a Eloise Mignon, John Howard y Dylan Young                              |
| 2003 | The Real Thing                 | -         | Robyn Nevin       | -                      | junto a Alexander Jenkins, Heather Mitchell, Andrew Tighe y Hugo Weaving      |
| 2002 | My Zinc Bed                    | -         | Neil Armfield     | Belvoir St. Theatre    | junto a Ben Mendelsohn y Tony Martin                                          |
| 2001 | Don Juan                       | -         | Marion Potts      | Drama Theatre          | junto a Ron Haddrick, Alex Menglet, William McInnes y Socratis Otto           |
| 2001 | Three Days of Rain             | -         | Lindy Davies      | -                      | junto a Marcus Graham y Andrew Rodoreda                                       |
| 2000 | The White Devil                | -         | Gale Edwards      | Theatre Royal          | junto a Matthew Newton, Bruce Spence, Hugo Weaving y William Zappa            |
| 2000 | A Month In The Country         | -         | Lindy Davies      | Drama Theatre          | junto a Geoff Morrell, Linda Cropper, Anna Volska y William Zappa             |
| 1997 | Closer                         | -         | Marion Potts      | -                      | junto a Colin Moody, Richard Roxburgh y Maya Stange                           |
| 1997 | Redemption                     | -         | Sarah Ducker      | Beckett Theatre        | junto a Robert Menzies                                                        |
| 1997 | The Herbal Bed                 | -         | Marion Potts      | -                      | junto a Justine Clarke, Marshall Napier, Jeremy Sims y Sandy Winton           |
| 1996 | Decadence                      | -         | Terence O'Connell | Belvoir Theatre        | junto a Rhys Muldoon                                                          |
| 1994 | Dead Heart                     | -         | Neil Armfield     | -                      | junto a Steve Bisley, Peter Francis, Gillian Jones y Michael Watson           |
| 1993 | A Christmas Carol              | -         | -                 | -                      | junto a Bille Brown, Jennifer Flowers, Jonathan Hardy y David Letch           |
| 1993 | The Idiot                      | -         | Rodney Fisher     | Crossroads Theatre     | junto a Joss McWilliam, Linda Cropper y Robert Willox                         |
| 1992 | 'Tis Pity She's a Whore        | -         | Simon Phillips    | -                      | junto a Robert Menzies, Helen Morse, Richard Piper y Frank Whitten            |
| 1992 | A Midsummer Night's Dream      | -         | Simon Phillips    | -                      | junto a Peter Dunn, Robert Menzies, Helen Morse y Frank Whitten               |
| 1992 | Much Ado About Nothing         | -         | Wayne Harrison    | -                      | junto a Tyler Coppin, John Howard, Garry McDonald y Stuart Robinson           |
| 1991 | The Master Builder             | -         | Neil Armfield     | Belvoir St. Theatre    | junto a Lewis Fitz-Gerald, Jacqueline McKenzie, Russell Newman y John Stanton |
| 1990 | Three Sisters                  | -         | Richard Wherrett  | Drama Theatre          | junto a Ron Haddrick, Rebecca Frith, Linda Cropper y Pamela Rabe              |
| 1990 | The Tempest                    | -         | Neil Armfield     | Belvoir St. Theatre    | junto a John Bell, Geoff Morrell, David Field y Max Cullen                    |
| 1989 | The Conquest of the South Pole | -         | Jim Sharman       | Belvoir Street Theatre | junto a David Field, Baz Luhrmann, Richard Huggett y Stephen Rae              |
| 1988 | Veneer 3                       | -         | Kevin Jackson     | Parade Theatre         | junto a Sarah Chadwick, Brian Vriends, Sancia Robinson y Richard Huggett      |
| 1987 | Undiscovered Country           | -         | Kevin Jackson     | NIDA Theatre           | junto a Sarah Chadwick, Timothy Jones, Brian Vriends y Richard Huggett        |

## Premios y nominaciones
| Año  | Categoría                                                      | Premio             | Película/Serie   | Resultado |
| ---- | -------------------------------------------------------------- | ------------------ | ---------------- | --------- |
| 2005 | Best Guest or Supporting Actress in Television                 | AFI Award          | Through My Eyes  | Nominada  |
| 2004 | Most Outstanding Actress in a Drama Series                     | Silver Logie Award | The Shark Net    | Nominada  |
| 2003 | Best Actress in a Leading Role in a Television Drama or Comedy | AFI Award          | MDA              | Ganó      |
| 2001 | Best Actress in a Telefeature or Mini-Series                   | AFI Award          | My Brother Jack  | Ganó      |
| 2001 | Best Actress in a Lead Role                                    | AFI Award          | Act of Necessity | Nominada  |